# Эйлер, Этель
Эте́ль Э́йлер (англ. Ethel Ayler; 1 мая 1930, Уистлер, Алабама, США — 18 ноября 2018) — американская актриса

 и певица.

## Биография и карьера
Эйлер родилась в Уистлере, штат Алабама, 1 мая 1930 года. В 1957 году состоялся её дебют на Офф-Бродвей в мюзикле Лэнгстона Хьюза «Просто Небесный». Позже в том же году она дебютировала на Бродвее в качестве дублёра Лины Хорн в мюзикле «Ямайка», ставшем многократным номинантом на премию «Тони».
На протяжении всей своей карьеры Эйлер часто появлялась в проектах Negro Ensemble Company.

## Избранная фильмография
| Год       |   | Русское название          | Оригинальное название      | Роль                         |
| --------- | - | ------------------------- | -------------------------- | ---------------------------- |
| 1984—1992 | с | Шоу Косби                 | The Cosby Show             | Кэрри Хэнкс                  |
| 1986      | ф | Девять с половиной недель | 9½ Weeks                   | Продавщица ювелирных изделий |
| 1989      | с | Семейные узы              | Family Ties                | Миссис Дэниелс               |
| 1992      | ф | Телохранитель             | The Bodyguard              | Эмма                         |
| 1994      | с | Сёстры                    | Sisters                    | Судья                        |
| 1995      | с | Сестра, сестра            | Sister, Sister             | Джинни                       |
| 1997      | с | Молодые и дерзкие         | The Young and the Restless | Медсестра Поттер             |
| 1997      | с | Мелроуз-Плейс             | Melrose Place              | Миссис Боуэн                 |
| 1997      | с | Друзья                    | Friends                    | Администратор больницы       |
| 2002      | с | Подруги                   | Girlfriends                | Нана Блэкуэлл                |
| 2004      | с | Клиент всегда мёртв       | Six Feet Under             | Эллен                        |
| 2006      | с | Седьмое небо              | 7th Heaven                 | Миссис Макаферти             |